# Cedars-Sinai Medical Center
Cedars-Sinai Medical Center är ett världsberömt sjukhus, beläget vid Beverly Boulevard i västra Los Angeles, Kalifornien, USA.

## Historia
Cedars-Sinai är resultatet av en fusion 1961 mellan två stora sjukhus i Los Angeles, Cedars of Lebanon och Mount Sinai Home for the Incurables. Cedars of Lebanon grundades den 21 september 1902, då med namnet Kaspare Cohn Hospital. 1910 flyttade det till Whittier Boulevard och 1930 till Fountain Avenue, där det så småningom fick namnet Cedars of Lebanon.
Mount Sinai Home for the Incurables startades av Bikur Cholim Society 1918 som ett tvårums klosterhärbärge. Det fick namnet Bikur Cholim Hospital 1921, när det huserade i ett hus med endast 8 bäddar på området Boyle Heights. Det ändrade namn till Mount Sinai Home for the Incurables 1923, och flyttade igen 1926 för att öppna en större verksamhet på Bonnie Beach Place. Dess nuvarande adress på Beverly Boulevard köptes från början av Emma och Hyman Levine, och donerades sedan till sjukhuset. Den nuvarande byggnaden öppnades 1955.
Donationer från Max Factor Family Foundation gjorde det möjligt att bygga den nuvarande huvudbyggnaden till sjukhuset, vilken öppnade 5 november 1972.

## Status
Cedars-Sinai har över 8 000 anställda och över 900 sängplatser. 2001 besöktes akutmottagningen av 77 347 människor. 2003 hade Cedars-Sinai 46 854 slutenvårdspatienter och 194 172 öppenvårdspatienter.

## Kuriosa
Cedars-Sinai förekommer i filmen Volcano och boken Basket Case av Carl Hiassen.

## Lista över kända patienter
- Christina Aguilera (födde barn på sjukhuset)
- Carl Anderson (avled på sjukhuset)
- Lucille Ball (avled på sjukhuset)
- Kim Basinger (ryggoperation)
- Notorious B.I.G. (avled på sjukhuset)
- Kim Bordenave (mor till Colin Farrells son) (födde barn på sjukhuset)
- Jonathan Brandis (avled på sjukhuset)
- Charles Bronson (avled på sjukhuset)
- Sammy Cahn (avled på sjukhuset)
- Johnny Carson (avled på sjukhuset)
- Benny Carter (avled på sjukhuset)
- Saul Chaplin (avled på sjukhuset)
- Chuck Connors (avled på sjukhuset)
- Sammy Davis Jr. (avled på sjukhuset)
- Dominique Dunne (avled på sjukhuset)
- Eazy-E (avled på sjukhuset)
- John Frankenheimer (avled på sjukhuset)
- Jodie Foster (födde barn på sjukhuset)
- Éva Gábor (avled på sjukhuset)
- David Gahan (räddades efter självmordsförsök)
- Mckenna Grace (framgångsrik skoliosoperation)
- Joyce Jillson (avled på sjukhuset)
- Andy Kaufman (avled på sjukhuset)
- Danny Kaye (avled på sjukhuset)
- Stan Lee (avled på sjukhuset)
- Shari Lewis (avled på sjukhuset)
- Courtney Love (behandlad med respirator efter kollaps)
- Groucho Marx (avled på sjukhuset)
- Audrey Meadows (avled på sjukhuset)
- Brittany Murphy (avled på sjukhuset)
- River Phoenix (avled på sjukhuset)
- Brad Pitt (behandlad för hjärnhinneinflammation)
- Gilda Radner (avled på sjukhuset)
- Martha Raye (avled på sjukhuset)
- Nicole Richie (födde barn på sjukhuset)
- Elizabeth Taylor (opererade bort en hjärntumör)
- Isabel Sanford (avled på sjukhuset)
- Frank Sinatra (avled på sjukhuset)
- Danny Thomas (avled på sjukhuset)
- Barry White (avled på sjukhuset)